# 환공포증

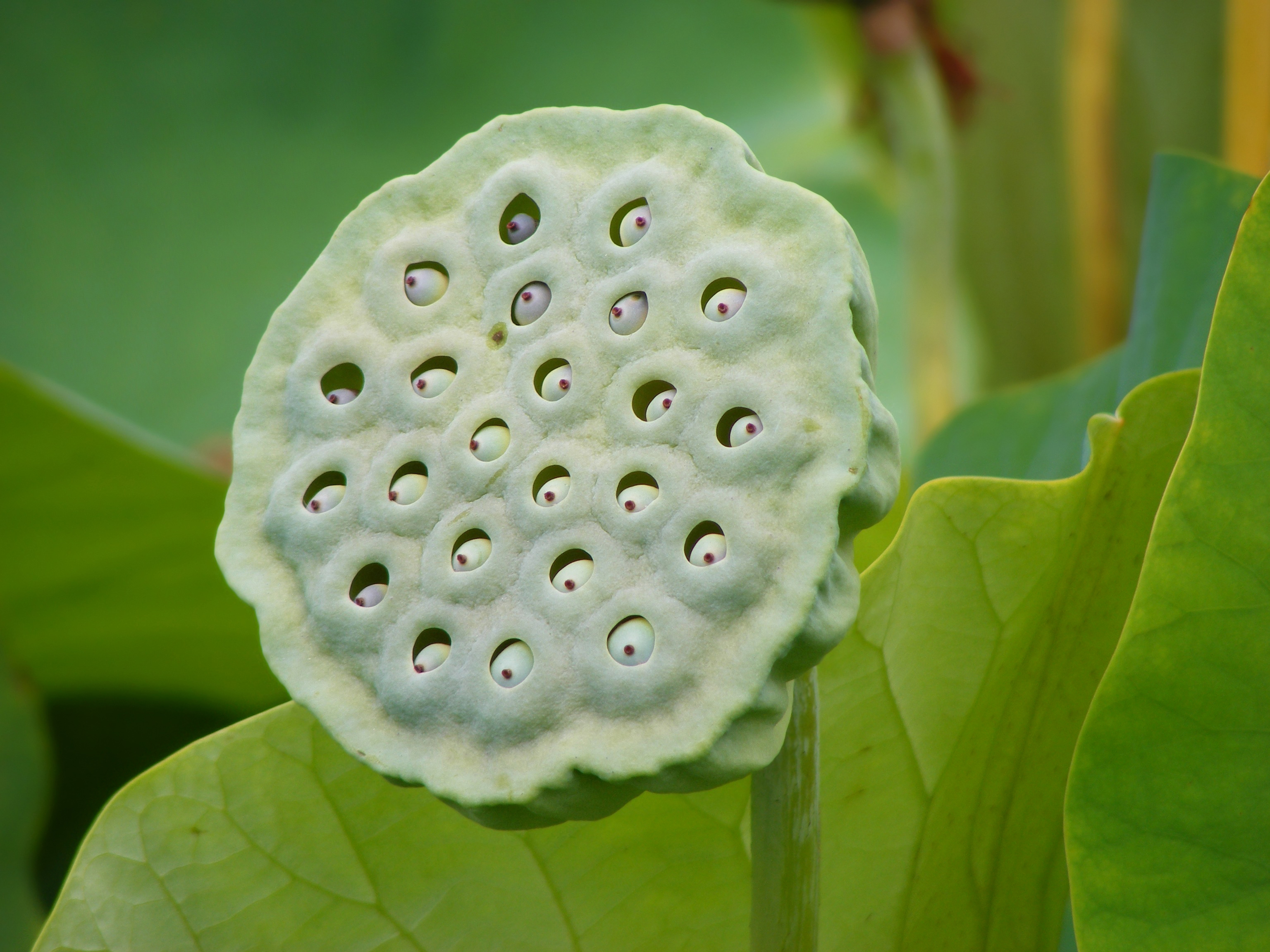
연꽃 씨의 구멍들은 보통 환공포증을 가지고 있는 사람들에게 혐오감을 유발한다.

환공포증(環恐怖症, trypophobia)은 반복되는 특정 문양에서 나타내는 증상이다. 전 세계 16%의 인구가 가지고 있는 것으로 알려져 있지만, 정신질환 진단 및 통계 편람에는 등재되어 있지 않다. 밀집공포증(密集恐怖症)이라고도 한다.
환공포증에 대한 위 연구는 교차검증된 내용을 찾을 수 없으며, 실험 내용도 단순한 혐오감을 공포증 반응으로 간주하는 등 병적 과학으로 의심되는 부분이 있다.

## 용어
환공포증은 반복되는 특정 문양에서 느끼는 일종의 불안장애이다. 인터넷상에서 자생적으로 생긴 단어로서 둥글다는 뜻의 환(環)과 공포증이 결합되어 생겼다. 영어에서는 구멍을 뜻하는 그리스어 trypo와 공포증을 뜻하는 phobia가 결합되어 trypophobia라고 한다.

## 증상
무엇이든지 반복되는 특정 무늬에 반응한다. 머리가 간지럽고 자꾸 그 모양이 생각나 한동안 아무것도 할 수 없는 지경에 이르기도 한다. 전 세계인구의 16%가 이러한 환공포증을 가지고 있는 것으로 알려져 있다.

## 예시
대표적인 예로 해바라기씨, 연꽃씨, 벌집무늬 등이 있다.

## 원인
인류의 진화과정에서 맹독을 가졌거나 사나운 동물에 대한 두려움이 잔재되어 있는 것으로 보여지나 이는 명확히 입증된 사실이 아니다.

## 연구
실제로 존재하는지에 대한 논란이 분분했던 환공포증은 최근에 학문적인 연구가 시작되었으며, 여러 공포증을 정의하는 정신질환 진단 및 통계 편람에는 아직 등재되어 있지 않다.

## 같이 보기
- 공포증 목록